# Разик, Ахмед Васим
Ахмед Васим Разик (нем. Ahmed Waseem Razeek; 19 сентября 1994, Берлин, Германия) — немецкий и ланкийский футболист, полузащитник сборной Шри-Ланки.

## Биография
Ахмед Васим родился в 1994 году в Берлине, в семье шри-ланкийских иммигрантов. У него есть два младших брата Мохамед и Мушакир, которые играют в футбол на любительском уровне.

### Клубная карьера
Воспитанник берлинских команд «Рот-Вайсс», «Тасмания» и «Теннис-Боруссия». В 2011 году перешёл в молодёжную команду «Унион Берлин». Играть в футбол на взрослом уровне начал в 2012 году в составе фарм-клуба «Унион», выступавшего в Регионаллиге. Единственную игру за основной состав «Униона» провёл 19 апреля 2014 года в матче второй Бундеслиги против «Карлсруэ», в котором вышел на замену на 73-й минуте вместо Кристофера Куиринга. В 2015 году Разик подписал контракт с клубом третьей Бундеслиги «Магдебург», где за два сезона провёл 36 матча и забил 4 гола. В 2017 году перешёл в другой клуб той же лиги «Рот-Вайсс» (Эрфурт), за который сыграл ещё 29 матчей и забил 3 гола. Сезон 2018/19 игрок провёл без клуба. Летом 2019 года он присоединился к клубу Регионаллиги «Берлинер АК 07».

### Карьера в сборной
В составе сборной Шри-Ланки дебютировал 19 ноября 2019 года, отыграв весь матч против сборной Туркменистана (0:2) в рамках отборочного турнира чемпионата мира 2022.